# California Historical Landmark

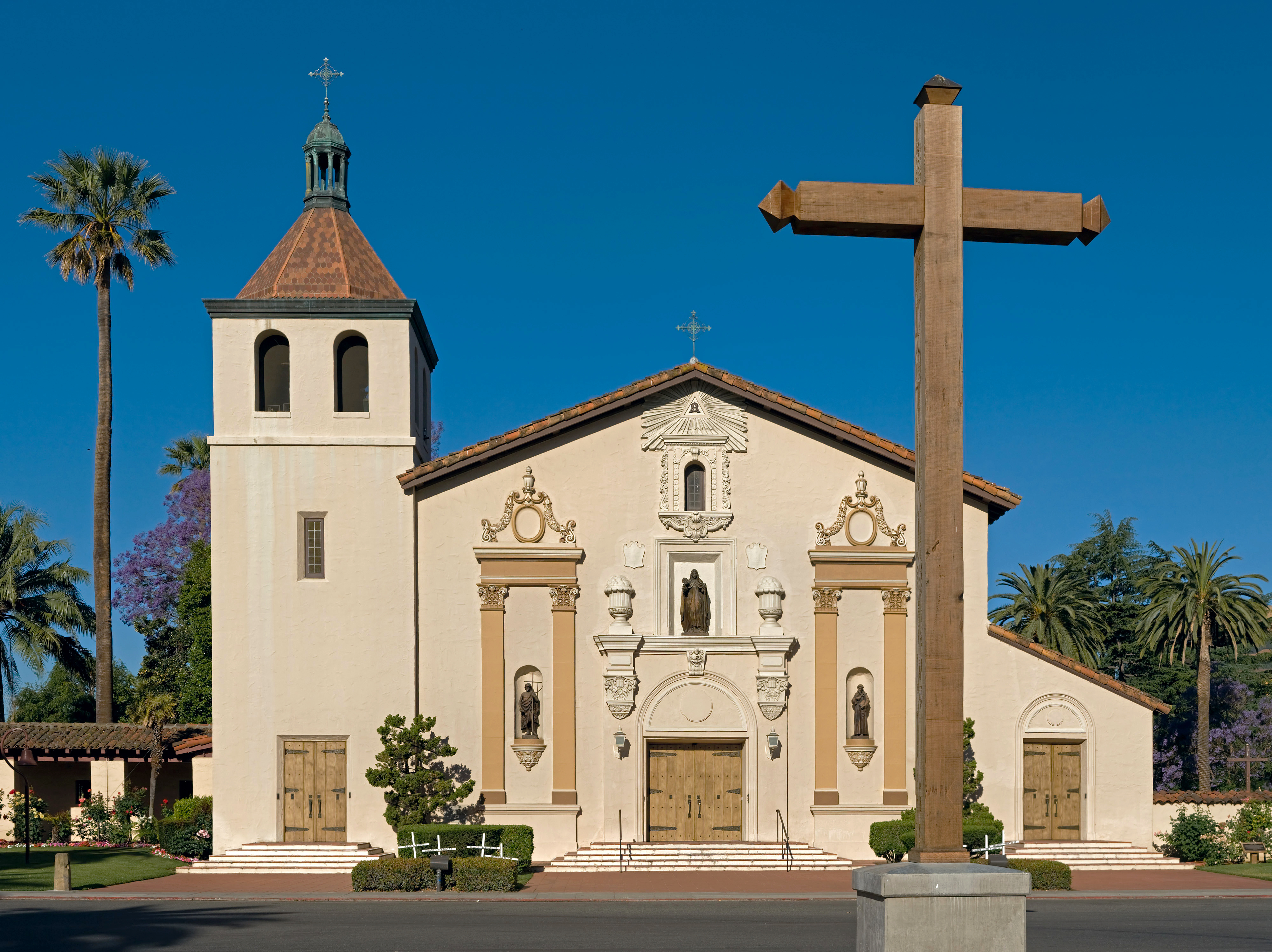
De Santa Clara de Asís-missie in Santa Clara is erkend als California Historical Landmark.

Een California Historical Landmark (CHL) is een bouwwerk, object of plaats in de Amerikaanse staat Californië die door de overheid van die staat als historisch belangrijk wordt gezien. Het is de regionale evenknie van het federale National Historic Landmarks-programma en de National Historic Sites.
Het Old Customhouse in Monterey, het oudste openbare gebouw in de staat en de plaats waar de Amerikaanse vlag in Californië voor het eerst werd gehesen, werd als eerste erkend als California Historical Landmark.

## Criteria
De criteria die gehanteerd worden voor het aanduiden van een California Historical Landmark zijn:
1. Het eerste, laatste, enige of belangrijkste voorbeeld zijn van een bepaald type in de staat of in een grote geografische regio binnen de staat;
2. Geassocieerd zijn met een individu of groep die een verregaande invloed heeft gehad op de Californische geschiedenis;
3. Het prototype of een uitzonderlijke voorbeeld zijn van een bepaald periode, stijl, architectuurbeweging of bouwmethode, of een van de opvallendere werken of het beste nog bestaande werk zijn van een baanbrekende architect, ontwerper of bouwmeester.

Dan moeten er drie administratieve stappen doorlopen worden:
1. Goedkeuring door de wetgevende macht van de county of stad binnen wiens jurisdictie de plaats valt;
2. Aanbeveling door de California State Historical Resources Commission;
3. Officiële aanduiding door de directeur van de Californische staatsparkendienst.

## Lijst (selectie)
- nr. 1: Old Customhouse (Monterey)
- nr. 3: San Francisco Solano-missie
- nr. 5: Fort Ross
- nr. 40: Kirkwood Inn & Saloon
- nr. 56: Cabrillo National Monument
- nr. 59: Presidio van San Diego
- nr. 79: Presidio van San Francisco
- nr. 91: Telegraph Hill
- nr. 105: Kathedraal van San Carlos Borromeo
- nr. 135: San Carlos Borromeo de Carmelo-missie
- nr. 220: San Rafael Arcángel-missie
- nr. 242: San Diego de Alcalá-missie
- nr. 312: Huis van John Muir
- nr. 327: San Francisco de Asís-missie
- nr. 332: Coulterville
- nr. 338: Santa Clara de Asís-missie
- nr. 508: Tehachapi Loop
- nr. 529: Angel Island
- nr. 530: Sutter's Mill
- nr. 569: Mormon Island
- nr. 623: Union Square (San Francisco)
- nr. 626: Hubert H. Bancroft Ranch House
- nr. 717: Angeles National Forest
- nr. 743: Jack London State Historic Park
- nr. 770: Oroville Chinese Temple
- nr. 815: Wakamatsu Tea and Silk Farm Colony
- nr. 841: Conservatory of Flowers
- nr. 844: Hotel del Coronado
- nr. 850: Manzanar
- nr. 850-2: Tule Lake Segregation Center
- nr. 868: Winchester Mystery House
- nr. 905: Mount Diablo
- nr. 914: Holbrooke Hotel
- nr. 924: China Camp
- nr. 960: Los Angeles Memorial Coliseum
- nr. 972: Temple of Kwan Tai
- nr. 974: Golden Gate Bridge
- nr. 987: Treasure Island
- nr. 999: Marin County Civic Center